# Onda de choque

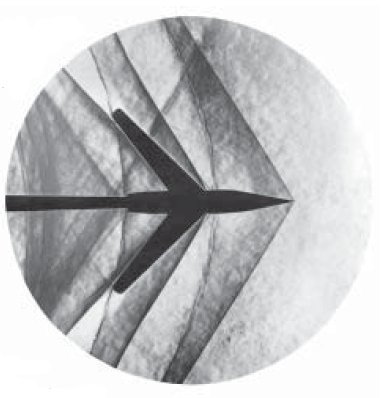
Fotografía Schlieren de una onda de choque que viaja junto al morro de un objeto supersónico.

En la mecánica de fluidos, una onda de choque es una onda de presión  que viaja más rápido que la velocidad del sonido en el mismo medio por el cual se propaga la onda, que a través de diversos fenómenos produce diferencias de presión extremas y aumento de la temperatura (si bien la temperatura de remanso permanece constante de acuerdo con los modelos más simplificados). La onda de presión se desplaza como una onda de frente por el medio.
Una de sus características es que el aumento de presión en el medio se percibe como explosiones.
También se aplica el término para designar a cualquier tipo de propagación ondulatoria, y que transporta, por tanto energía a través de un medio continuo o el vacío, de tal manera que su frente de onda comporta un cambio abrupto de las propiedades del medio.

## Aparición y propiedades fundamentales
En medios compresibles (gases) las perturbaciones en el medio se transmiten como ondas de presión a distintas velocidades, por ejemplo, al mover la mano desplazamos aire a la velocidad de la mano, al hablar producimos una onda que se mueve aproximadamente a la velocidad del sonido y un pistón de coche produce una onda de choque que se mueve a velocidad del pistón, por lo general a una velocidad superior a la del sonido.
Si la perturbación se produce a una velocidad menor a la del sonido, la perturbación es la responsable de que el gas se adapte a la forma del obstáculo para que, por ejemplo, al mover la mano no se quede un vacío de gas en el lugar que ocupaba la mano anteriormente. El gas llena los huecos debido a que la perturbación le informa de a dónde tiene que ir.
Pero si la perturbación se mueve más rápida que la velocidad del sonido (el pistón del coche, por ejemplo), la materia del medio en las cercanías del origen de la perturbación no puede reaccionar lo suficientemente rápido como para evadir a la perturbación. El valor de las condiciones del gas (densidad, presión, temperatura, velocidad, etc.) cambian casi instantáneamente para adaptarse a la perturbación. Así se producen ondas de perturbación con aumento de presión y temperatura, llamadas ondas de choque. El vacío que crea el pistón al moverse de una posición a otra se llena mediante unos mecanismos distintos a los de movimiento subsónico, las ondas de Rankine-Hugoniot u ondas de expansión.
Fenómenos similares se conocen no solamente en la mecánica de fluidos, por ejemplo la radiación de Cherenkov, fenómeno mediante el cual una partícula cargada eléctricamente que viaja a una velocidad menor a la de la luz en el vacío pero mayor que en un medio material (por ejemplo la atmósfera) genera por así decirlo ondas de choque de radiación al atravesar dicho medio.
Hay dos tipos fundamentales de ondas de choque que en la física son equivalentes y solamente se distinguen en la elección del sistema de referencia:
1. Ondas progresivas en medio parado: son producidas por perturbaciones súbitas en un medio, como a través de una explosión o un pistón en un motor, tubo de choque, etc. Se mueven a velocidad supersónica y realmente el observador está quieto en el medio y ve pasar la onda en movimiento.
2. Ondas estáticas en medio fluido: son producidas cuando hay un objeto moviéndose a velocidad supersónica relativa al medio, es decir, el observador está montado sobre la onda y ve moverse al medio, por ejemplo el viento solar al incidir contra la tierra o un avión volando a velocidad supersónica.

Los ejemplos anteriores vienen a mostrar la forma más sencilla de estudiar dichos fenómenos, pero como ya se ha dicho anteriormente la única diferencia estriba en la elección del sistema de referencia, por ejemplo, la forma más sencilla de estudiar la onda de choque producida por un proyectil matemáticamente es montándonos virtualmente en el proyectil aunque sea físicamente imposible hacerlo. No obstante el estudio se hace fotografiando la onda cuando pasa por delante de una cámara colocada a tal efecto.

## Ejemplos
- Explosiones, como por ejemplo bombas cuyas ondas son las responsables de mover objetos y destruirlos. Para esas ondas de detonación existen modelos matemáticos empíricos y teóricos exactos. Un ejemplo clásico es el del Aikoku Maru en 1944 cuya explosión e inmediata onda expansiva destruyó al avión atacante en el aire y mató instantáneamente a más de 500 soldados y tripulantes japoneses del buque.
- Los aviones supersónicos provocan ondas de choque al volar por encima de régimen transónico (M > 0,8) pues aparecen zonas donde el aire supera la velocidad del sonido localmente, por ejemplo sobre el perfil del ala, aunque el propio avión no viaje a M > 1.
- Meteoritos que entran en la atmósfera producen ondas de choque. El aumento de temperatura producido por la onda de choque es la responsable de que se vean los meteoros.
- Cuando los acorazados Clase Yamato disparaban su artillería principal, los sirvientes de los emplazamientos antiaéreos cercanos debían protegerse en parapetos o corrían el riesgo de estallido pulmonar si se exponían a la onda expansiva de la andanada. [2]
- En los alrededores del canal del relámpago hay un aire muy caliente que, con ondas de choque, produce el trueno en tormentas. Es decir que es como una explosión a lo largo del camino que recorre el relámpago. Debido a las fluctuaciones irregulares que influyen el camino de las ondas, no solo se oye un golpe sino una serie de más o menos golpes fuertes en una distancia lejana.
- En el medio interestelar las ondas de choque pueden ser provocadas por supernovas o por nubes de gas y de polvo al ser atravesadas por cuerpos en movimiento (Bow Shock, artículo en inglés). Se pueden observar gracias a los Rayos X.
- Los límites de la magnetósfera de la Tierra son señalados como ondas de choque. En esa frontera las partículas del viento solar son frenadas abruptamente. Como la velocidad media de esas partículas es relativamente más grande que la velocidad del sonido en este medio se producen ondas de choque.
- En ~ 50-100 UA el viento solar se frena a través del medio interestelar. En el límite de la heliopausa puede aparecer una onda de choque.
- En los propulsores de los cohetes pueden aparecer ondas de choque si han sido mal diseñados. Esas ondas pueden causar la destrucción del cohete, por lo que deben ser amortiguadas.

## Usos en la medicina y en la Fisioterapia
En medicina han sido ampliamente utilizadas para el tratamiento desintegrador de cálculos renales (técnica denominada litotricia), ureterales, vesicales, pancreáticos y salivares; posteriormente se ha extendido el uso de la terapia por ondas de choque al tratamiento de ciertos procesos musculoesqueléticos que cursan con inflamación, calcificación de partes blandas, afectación condral, etc.
En cuanto a sus efectos biológicos cabe destacar:
- Analgesia.- Por la destrucción de terminaciones nerviosas, cambios en la transmisión nerviosa por inhibición medular “gate control” e inhibición de las terminaciones nerviosas por liberación de endorfinas.
- Efecto antiinflamatorio.- Degradación de mediadores de la inflamación por la hiperhemia inducida.
- Aumento temporal de la vascularización.- Por parálisis simpática inducida por las ondas.
- Activación de la angiogénesis.- Rotura intraendotelial de los capilares y migración de células endoteliales al espacio intersticial y activación del factor angiogénico.
- Fragmentación de depósitos calcáreos.- Por efecto mecánico de las propias ondas.
- Neosteogénesis.- Estimulando los factores osteogénicos (osteonectina, etc.) por micronización osteogénica.

Todos estos efectos permiten que las ondas de choque estén siendo utilizadas para el tratamiento de las tendinitis y entesopatías crónicas de diversa localización con o sin calcificaciones, retardos de consolidación de las fracturas y pseudoartrosis instaurada, fascitis crónicas, fibrosis muscular postraumática, osteocondritis, necrosis avascular y quiste óseo solitario.[cita requerida]
Actualmente su uso en medicina estética es conocido para el tratamiento de la celulitis y el efecto llamado "piel de naranja", mejorando a su vez notablemente la elasticidad de la piel y mejora del tono muscular.[cita requerida] Con las ondas de choque se produce una hipervascularización de la zona tratada provocando a su vez una descompresión de las células celulíticas hiperatrofiadas, favoreciendo una pérdida de circunferencia y centímetros del área.[cita requerida]